# 스코틀랜드 U-20 축구 국가대표팀
스코틀랜드 U-20 축구 국가대표팀(스코트어: Nederlands voetbalelftal onder 20)은 스코틀랜드을 대표하는 20세 이하의 축구 국가대표팀으로, 스코틀랜드의 축구 관리 기관인 스코틀랜드 축구 협회의 관리를 받는다. FIFA U-20 월드컵에 3번 참가했으며, 1983년과 1987년에 8강에 진출했다.